# Dear Landlord
Dear Landlord — piosenka skomponowana przez Boba Dylana, nagrana przez niego w listopadzie 1967 i wydana na albumie John Wesley Harding.

## Historia i charakter utworu
W tej piosence Dylan do oszczędnego, wręcz minimalistycznego akompaniamentu, dodał pianino. "Dear Landlord" stała się więc jego pierwszą fortepianową piosenką od czasu "Ballad of a Thin Man".
Piosenka ta jest spokojną balladą utrzymaną w molowej tonacji. Jest to jednak jeden z najbardziej konfesyjnych utworów Dylana na tej płycie. Jest wyraźnie adresowany do jego ówczesnego menedżera Alberta Grossmana lub — ogólnie — do całego przemysłu rozrywkowego oraz zapewne i jego słuchaczy ze swoimi oczekiwaniami wobec artysty. Dylan zwraca się więc do nich Proszę, nie wyznaczajcie ceny za moją duszę (Please don't put a price on my soul).
Chociaż można się w tej kompozycji dopatrzeć wzorów biblijnych (co jest szczególnie widoczne w "I Pity the Poor Immigrant"), to można także odczytać utwór bardziej bezpośrednio. Podczas pisania tej piosenki Dylan mieszkał w Woodstock w domku, który należał do Alberta Grossmana. Tym samym jego menedżer był także właścicielem (ang. landlord), wynajmującym domek najemcy-Dylanowi. Zaszyty w Woodstock Dylan był właściwie dłużnikiem wszystkich: Columbii, swojej publiczności, swojego wydawcy, telewizji itd., gdyż jego ostatni album został wydany w maju 1966 r. i nic nie zapowiadało kolejnego, a od ostatniego tournée upłynął rok i kolejną turę koncertową artysta miał odbyć dopiero za 8 lat.
Piosenka ta więc była prośbą do wszystkich "wierzycieli" Dylana o zostawienie go w spokoju i darowanie "długów" bez zwracania uwagi na podpisane kontrakty.

## Muzycy
- Bob Dylan – gitara, harmonijka, wokal, pianino
- Charlie McCoy – gitara basowa
- Kenneth Buttrey – perkusja

## Dyskografia
- Biograph (1985)

## Koncerty, na których Dylan wykonywał utwór
Dylan przez długi czas unikał prezentowania utworu na koncertach.
- Po raz pierwszy zaczął go krótko wykonywać jesienią 1992 r.
- Powrócił do niego na kilku koncertach w 2003 r.

## Wersje innych artystów
- Joan Baez – Any Day Now (1968); Baez Sings Dylan (1998)
- Joe Cocker – Joe Cocker! (1969); Live in L.A. (1976); Long Voyage Home (1995)
- Crocket – Gathering at the Depot (1970)
- Hamilton Camp – Paul Sills' Story Theatre (1970)
- The Original Marauders – Now Your Mouth Cries Wolf (1977)
- Janis Joplin Janis (1993)
- Ashley Hutchings – The Guv'nor (1994)
- Michael Moore – Jewels and Binoculars (2000)